# Ендре Люн Ериксен
Ендре Люн Ериксен (на английски: Endre Lund Eriksen) е норвежки политик, сценарист и писател на произведения в жанра детско-юношеска литература.

## Биография и творчество
Ендре Люн Ериксен е роден на 10 февруари 1977 г. в Будьо, Норвегия. Още от ранна възраст е привлечен от литературата и едва осемгодишен пише първата си книжка от осем страници „Отвличането на Тото“, която чете пред целия клас. Одобрението на съучениците му го мотивира да продължи да пише. Получава магистърска степен по история на литературата и театъра, и обща история от университета в Тромсьо.
В тийнейджърските си години е активен член в социалистическата младеж и става член на Норвежката социалистическа лява партия в Норлан. В периода 1997 – 2001 г. е депутат в парламента на Норвегия Стортингет. В периода 2015 – 2017 г. е член на централното ръководство на Социалистическата лява партия със специална отговорност за проследяване на проекта „Да за Северна Норвегия“.
Прави литературния си дебют през 2002 г. с книгата за деца „Питбул-Терие в атака“ от поредицата „Питбул-Терие“. В класа на слабичкия и дребен Им идва здравеняка Терие, грамаден и застрашителен бабаит, който бързо се налага над наперените Курт и Рогер, а освен това има и куче от породата питбул-териер (която е забранена в Норвегия). Един ден Им случайно се сблъсква с побойника Терие, и разбира, че под грубия му външен вид има добра душа. Книгата получава одобрението на критиката и наградата на Министерството на културата за детско-юношеска литература. През 2005 г. е екранизиран във филма „Питбул-Терие“, който през 2006 г. печели наградата „Аманда“ за най-добър детски и младежки филм.
За произведенията си получава различни награди. Книгите му са преведени на над 10 езика по света. Той е ръководител на магистърската програма на Норвежкия институт за детски книги по писане и разпространение на литература за деца и юноши и ръководи работата на отдела за художествено развитие.
Заедно с писателската си кариера Ендре се занимава и с анимация и кино. Той е художествен директор на детския кинофестивал в Тромсьо и съосновател на анимационното студио „Фабелфиур“.
Ендре Люн Ериксен живее си в Тромсьо, Северна Норвегия.

## Произведения

### Самостоятелни романи
- Ingen kan stoppe meg no (2003)[1]
- Det tar ikke slutt (2005)

### Юношеска литература
- Super (2010)[1][2]
- Den sommeren pappa ble homo (2012)
- Baksiden (2017)
- Verdens beste pappa (2018)
- Hvordan jeg tjente min første million (2020) – с Гисле Норман Мелхус

### Детска литература
- JAFS. Flukten fra Villmarka Zoo (2004)[1]
- Pelle blir rappa (2005)
- En terrorist i senga (2008)
Терорист в леглото, изд.: „Емас“, София (2021), прев. Ева Кънева
- Førstemann som pissa på månen (2009)
- Evens hage (2011)
- Monstrene i Dunderly (2011)
- Monstervenn (2012)
- Nattdyr (2014)
- Rudy og lynmonsteret (2014)
- Raggmonsteret (2015)
- Dunder (2016)
- Minus mamma (2022)

### Поредица „Питбул-Терие“ (Pitbull-Terje)
1. Pitbull-Terje går amok (2002)[1]
Питбул-Терие в атака, изд.: „Емас“, София (2014), прев. Ева Кънева
2. Pitbull-Terje og kampen mot barnevernet (2006)
3. Pitbull-Terje blir ond (2007)
Питбул-Терие в беда, изд.: „Емас“, София (2014), прев. Ева Кънева
4. Pitbull-Terje på sporet av den tapte far (2010)

### Поредица „Алвин Панг“ (Alvin Pang)
1. Alvin Pang og en søster for mye (2010)[1]
2. Alvin Pang og verdens beste bursdag (2010)
3. Alvin Pang og hva foreldre gjør når du sover (2011)
4. Alvin Pang på rømmen (2013)

### Поредица „Детективска агенция на животните“ (Dyrenes detektivbyrå)
1. Kattenapperen (2019)[1]
Коткокрадецът, изд. „КВЦ“ (2022), прев. Ива Николова
2. Hvem forgiftet Hennie Hvalen? (2020)

### Екранизации
- 2005 Pitbullterje – сценарий
- 2007 Svein og Rotta og UFO-mysteriet – сценарий
- 2009 Opptur – сценарий
- 2009 Dyrevenn – тв сериал
- 2016 Dunder – сценарий, продуцент
- 2017 Drawn to Trouble – сценарий, продуцент
- 2023 Home office (Hjemmekontor)